# Itautec
Itautec fue una empresa brasileña de electrónica, fundada en 1979. La empresa tiene su sede en São Paulo. Originalmente, formaba parte de Itaúsa, uno de los mayores grupos empresariales privados del país por volumen de ventas.
Itautec es un reconocido fabricante de cajeros automáticos, módulos de autoservicio y computadores en los mercados brasileño y sudamericano, y también tiene un papel clave en la implementación en proyectos y servicios de TI.
La empresa fabrica principalmente electrónica de consumo, banca y automatización minorista. Cuenta con una gran base de cajeros automáticos a nivel mundial y en América Latina. Poseía una planta fabril en el municipio de Jundiaí y cuenta con 5709 empleados directos – 5285 en Brasil y 424 en el exterior.
El 30 de agosto de 2013 su capital pasó a pertenecer a una nueva empresa, OKI Brasil, que a su vez es controlada por Oki Electric y el grupo Itaúsa.

## Historia
- 1980 – Primera presencia en línea como GRI Gerenciador de Redes Itautec (en español, Proveedor de Servicios de Red Itautec) y mainframes Banktec.
- 1981 – Se funda la agencia central de Itaú, que incluye un sistema de automatización desarrollado por Itautec.
- 1982 – Banco de Brasil instala GRI y Banktec
- 1985 : lanzamiento de la microcomputadora PC/XT
- 1986 – Itautec instala el primer cajero automático compacto
- 1989 – Se lanza GRIP (Gerenciamento de Redes Itautec para PC "Administración de Redes Itautec para PCs")
- 1990 – Lanzamiento de la primera computadora portátil, IS 386 Note
- 1994 – Itautec lanza una segunda generación de cajeros automáticos en Brasil
- 1995 – Primera versión de Banktec Multicanal, en el Banco Itaú Argentina
- 2001 – Primeros cajeros automáticos exportados a Estados Unidos y Europa
- 2002 – Itautec adquiere tecnología de NMD para DelaRue e instala el primer sistema WEB en el Banco Itaú Buen Ayre.
- 2009 – Itautec ocupa el puesto 24 en el ranking Fintech, que enumera los mayores proveedores de TI del mundo.
- 2011 – Itautec estrena el primer cajero automático 3D sin contacto del mundo.

## Productos
Las líneas de producto de la compañía incluyen:
- Computadoras personales: equipos de escritorios, portátiles y tabletas.
- Monitores de LCD, LED, OLED y pantalla táctil.
- Relativos a automatización comercial y bancaria.
- Software: Terminales de punto de venta, de procesamiento de tarjetas de crédito, una distribución interna de Linuxllamada Librix, administración de terminales, firmas digitales y correspondencia bancaria, entre otros.
- Servicios e integración: soporte técnico, infraestructura, seguridad, soporte telefónico, servidores y redes.
- Componentes: placas de circuito impreso, placas de memoria, circuitos integrados.